# Liberalismo francese
Il liberalismo francese fiorisce durante il secolo dei lumi, quando si ha un modo di concepire la realtà differente rispetto alle altre correnti filosofiche settecentesche. Questa diversa visione del liberalismo, rispetto a quello anglosassone, tende a far aprire gli occhi ai ceti minori per combattere a fianco della classe borghese contro la monarchia assoluta e i privilegi delle classi aristocratiche e del clero.

## Storia
Uno dei maggiori esponenti fu Montesquieu, che propose di separare i poteri (legislativo, amministrativo e giudiziario) e affidarli a tre organi pubblici distinti, al fine di evitare che convergano tutti nelle mani del re.
Al contrario, Voltaire era a favore di una monarchia assoluta "illuminata" (adottato da molte monarchie antiche, come Svezia, Prussia, Russia, Austria e Granducato di Toscana) comandato da un re-filosofo che, per il bene dello stato, fosse al di sopra degli altri cittadini (ovviamente questo "bene" è a discrezione del Sovrano, in quanto solo lui sa cosa è meglio per il suo paese).
Rousseau, in questo contesto, fu dalla parte di Voltaire. Infatti egli, nonostante fosse a favore di un governo democratico, appoggiava più una democrazia rappresentativa che diretta, in quanto credeva che il potere legislativo non dovesse stare nelle mani dei cittadini, ma in quelle dei governanti.